# Markurells i Wadköping (pel·lícula)
Markurells i Wadköping és una pel·lícula dramàtica sueco-alemanya de 1931 dirigida per Victor Sjöström. La pel·lícula està basada en la novel·la de Hjalmar Bergman Markurells i Wadköping.

## Producció
La pel·lícula es va estrenar el 16 de febrer fr 1931 als cinemes Röda Kvarn a Estocolm, Uppsala i Örebro. Va ser rodat a Filmstaden Råsunda amb exteriors d'Estocolm per J. Julius. Com a guió tenien la novel·la de Hjalmar Bergman Markurells i Wadköping que es va publicar el 1919, el mateix Bergman va dramatitzar la novel·la que es va representar per primera vegada al Dramatiska Teatern a Estocolm el 1930. La pel·lícula va ser una coproducció amb la companyia cinematogràfica alemanya Terra Film AG i Film AB Minerva, i el 1930 es va produir una versió alemanya, Väter und Söhne.

## Repartiment
- Victor Sjöström - Harald Hilding Markurell, mestre de celler a l'hostal Kupan, Berget
- Pauline Brunius - Senyora Karin Markurell
- Sture Lagerwall - Johan Markurell, el seu nen
- Brita Appelgren - Brita de Lorche, cosina de Lluís
- Sture Baude - Sheriff del comtat Carl-Magnus de Lorche, tresorer de la Fundació "Amics dels Pobres"
- Gösta Gustafson - Sven Ström, fabricant de perruques
- Nils Lundell - Conserge de l'escola Per Ström, el seu germà
- Gunnar Klintberg - Rector Blidberg, secretari de la Fundació "Amics dels Pobres"
- Brother Olsson - Degà, Censor
- Einar Fröberg - Professor de Química, Censor
- Gösta Granberg - Louis de Lorche, fill del xèrif del comtat, cosí de Brita
- Oscar Byström - Governador Axel Rüttenschöld, president de la Fundació "Amics dels Pobres"
- Arthur Natorp - Pastor, membre del Patronat de la Fundació
- Thure Holm - Membre del Patronat de la Fundació
- Carl Nissen - Membre del Patronat de la Fundació

## Banda sonora
- Mandom, mod och morske män, text Richard Dybeck, instrumental.
- De' ä' min röda da' i da' (De ä min röda da i da), compositor Jules Sylvain, text Karl-Ewert, cantant desconegut
- Låt mig få bli bekant med henne, compositor Jules Sylvain, instrumental.
- Nearer, My God, to Thee (Närmare, Gud, till dig), compositor Lowell Mason text Sarah Flower Adams text suec 1912 Emanuel Linderholm, instrumental.
- Vila vid denna källa (Oförmodade avsked, förkunnat vid Ulla Winblads frukost en sommarmorgon i det gröna), compositor i text Carl Michael Bellman, instrumental.
- Sjungom studentens lyckliga dag (Studentsång), compositor Prins Gustaf, text Herman Sätherberg, interpretat per un cor
- O, hur härligt majsol ler (Majsång), compositor Friedrich Kuhlau, text suec 1831 Carl Wilhelm Böttiger, interpretat per un cor